# Коэн, Минни Агнес
Минни Агнес Коэн (англ. Minnie Agnes Cohen; 1864, Экклс, Солфорд, Великобритания — 12 ноября 1940) — британская художница.
Училась в школе Королевской Академии художеств, затем в Париже у Бенжамена Констана и Пюви де Шаванна. В дальнейшем жила и работала в Лондоне. Известна преимущественно как портретист, а также многочисленными жанровыми сценами из жизни голландской рыбацкой деревни Катвейк.